# Anopheles persiensis
Anopheles persiensis este o specie de țânțari din genul Anopheles, descrisă de Linton, Sedaghat și Ralph E. Harbach în anul 2003.
Este endemică în Iran. Conform Catalogue of Life specia Anopheles persiensis nu are subspecii cunoscute.